# Bodnár Gábor (cserkészvezető)
Bodnár Gábor (Miskolc, 1920. szeptember 9. – Garfield, New Jersey, USA, 1996. december 22.) emigráns magyar cserkészvezető. A külföldi magyar cserkészet egyik megalapítója, 50 éven át – haláláig – vezetője.

## Életpályája

### Magyarországon
Édesapja id. Bodnár Gábor fatelepet és malmot működtető iparos, édesanyja Balsai Rozália. Középiskolai tanulmányait a miskolci m. kir. állami négyévfolyamú Deák Ferenc fiú felsőkereskedelmi iskolában végezte, itt szerzett érettségi bizonyítványt 1943 nyarán.
1935-ben, 15 évesen lett cserkész. Vezetői rátermettsége hamar kitűnt: még abban az évben őrsvezető, 1936-ban rajvezető, 1938-ban tisztjelölt, 1939-ben cserkésztiszt, 1940-ben cserkészcsapattiszt és Hárshegyi Őrsvezetők Köre (HÖK) őrsvezetői tanfolyam parancsnoka, 1941-ben a segédtiszti tanfolyam vezetője lett. 1942 novemberében a VII. (miskolci) cserkészkerület előterjesztése nyomán v. kisbarnaki Farkas Ferenc országos főcserkész az Országos Cserkész Nagytanács keretében szervezett Cserkész Ifjak Tanácsának (CSIT) tagjává nevezte ki.
1943-ban – középiskolai tanulmányainak befejezését követően – kezdte meg tényleges katonai szolgálatát. A miskolci m. kir. VII. honvéd fogatolt vonatosztályhoz került, előbb karpaszományos honvédként, majd folyamatosan lépkedve előre a katonai ranglétrán, 1944. október 29-től már hadapród őrmesterként szolgált. A háború végén, az előre törő szovjet Vörös Hadsereg elől hátráló alakulatával 1945. április elején előbb Ausztriába, később Németországba került.

### A cserkészmunka megindítása menekülttáborokban
Mivel a szovjetek időközben megszállták Magyarországot, a megváltozott viszonyok miatt nem akart hazatérni, holott módjában állt volna, inkább vállalta a hontalanság (Displaced Persons, azaz DP vagy „dípí”= „hontalan személy”) bélyegét és az ezzel járó megpróbáltatásokat. Több németországi DP táborban megfordult, majd Pfarrkirchenben telepedett le.
A DP táborokban munka és lehetőségek nélkül sínylődő, lelkileg összetört menekültek nyomasztó hangulatát a sorsukban osztozó nevelők és cserkészvezetők azzal igyekeztek ellensúlyozni, hogy a fiatalok számára hasznos és egészséges időtöltési lehetőséget biztosítottak. Több táborban (többek között Pfarrkirchenben, Feffernitzben, Passau-Waldwerke-ben, Braunauban, Landshutban, Mittenwaldban és Plattlingban) már 1945-től magyar iskolák, cserkészfoglalkozások indultak. 
Az addig egymástól elszigetelten működő cserkész-szerveződések koordinálására az akkor szintén Németországban élő kisbarnaki Farkas Ferenc főcserkész 1947 elején létrehozta a Teleki Pál Magyar Cserkész Munkaközösséget, melynek megszervezését és a központi adminisztráció kiépítését a fiatal cserkészcsapattisztre, Bodnár Gáborra bízta. Bodnár munkatársai fiatal cserkészvezetők (Beodray Ferenc, Bernhardt Béla, Kővári Lajos és mások), az ún. "Hontalan Sasok őrse” tagjai voltak, akik közül többen már korábban megkezdték a csapatszervező munkát a különböző menekülttáborokban. Bodnárék emberfeletti munkát végeztek, az addigi ösztönös lépéseket tudatos és szisztematikus építkezés váltotta fel. Új csapatokat indítottak, s hamarosan már 40 cserkészcsapat működött, melyek 1600 németországi, ausztriai, olaszországi és franciaországi menekülttáborban élő cserkész fiatal tevékenységét fogták össze. A Hontalan Sasok intenzív vezetőképzésbe kezdtek, folyóiratokat, képzési anyagot szerkesztettek, és kiadták az első emigrációs cserkészkönyvet, A mi könyvünket, amely a cserkészpróbák anyaga mellett egy teljes magyarságismereti (történelmi, föld- és néprajzi) összefoglalót tartalmazott. 1951-ig cserkésztiszti, segédtiszti és őrsvezetői szinten húsz vezetőképző tábort szerveztek, tudatosan készülve arra, hogy ha a nagy kivándorlási hullám bekövetkezik, mindenhova kerülhessenek olyan cserkészvezetők, akik képesek lesznek a magyar cserkészmunka beindítására az új befogadó országokban. 
A nyugaton virágzó cserkészéletet szervező Hontalan Sasok keserűen szembesültek azzal, hogy otthon a kiépülő kommunista diktatúra 1948-ban teljesen fölszámolta a Magyar Cserkészszövetséget. Az emigrációban élő magyar cserkészvezetők ekkor és ezért döntöttek úgy, hogy a megszűnt anyaországi szervezet jogutódjaként, a Teleki Pál Magyar Cserkész Munkaközösség bázisára alapozva fölveszik a Magyar Cserkészszövetség nevet, melynek vezetőtisztje Bodnár Gábor lett.  
1947 végére megindult az addig zömmel németországi és ausztriai menekülttáborokban élő magyarok szétrajzása. A YMCA-n és a National Catholic Welfare Commission Resettlementen keresztül Bodnár Gábor is aktív szerepet vállalt a menekültek áttelepítésében. A kivándorlás a cserkészeket és családtagjaikat sem kímélte. A vezetők is szétszéledtek, a többség Brazíliába, Ausztráliába, Argentínába, Venezuelába, Kanadába és az Egyesült Államokba került.  

### A (külföldi) Magyar Cserkészszövetség élén
1951-ben Bodnár Gábor a családjával az Egyesült Államokba emigrált. A New Jersey állambeli Garfield nevű városkában telepedett le, ahol pár év múlva a Lanza Avenue 247-es szám alatt talált végleges otthonra. Ez lett a külföldi Magyar Cserkészszövetség (KMCSSZ) székhelye is, itt hozta létre Bodnár Gábor a szövetség központi irodáját, s innen irányította a szervezet akkor nyolc ügyosztállyal működő központját. Ugyanakkor megélhetését biztosítandó építőipari vállalkozásba kezdett, embereivel belső faburkolatokkal látta el az épülő házakat. Ezzel a munkával tartotta fenn egyre növekvő családját és nem csekély lemondást és áldozatot vállalva ebből támogatta a szövetség munkáját is. 
A tengerentúlra történt kivándorlások után Bodnár Gábor munkájának egyik fő célja a négy világrészbe szétszóródó magyar cserkészek összefogása és a külföldi magyar cserkészet egységének megtartása volt. Kezdettől fogva fáradhatatlanul levelezett a régi és az általa kiképzett új vezetőkkel, ezáltal buzdítva-segítve őket a csapatszervezésben. Levelei éppúgy szolgálták az új hazájukba beilleszkedő vezetők és cserkészcsaládok egymásra találását, mint a meginduló csapatok munkájának koordinálását és ellenőrzését. 
Az első tengerentúli csapatok még az 50-es évek első felében Rio de Janeiróban, Sydneyben, Caracasban, Clevelandban és Buenos Airesben alakultak. A számban rohamosan gyarapodó csapatokat előbb országos szervek alá rendelték, majd a négy világrészre kiterjedő magyar cserkészet munkájának összehangolására az 1950-es évek végén bevezették a kerületi rendszert. A szövetség kezdetben négy, ma már öt kerülettel működik: az I. kerület Európa, a II. Dél-Amerika, a III. az Egyesült Államok, a IV. Ausztrália, az V. pedig Kanada. 
Amikor az 1956-os forradalom után az Egyesült Államokba érkezett családokat és fiatalokat a New Jersey-i Camp Kilmer gyűjtőtáborba vitték a hatóságok, Bodnár Gábor tevékeny szerepet vállalt végleges letelepítésük elősegítésében, arra törekedve, hogy minél többen a magyarok lakta körzetekbe kerülhessenek. Sokaknak a cserkészet nyújtott támogatást ahhoz, hogy Magyarországon megkezdett egyetemi tanulmányaikat folytathassák. Mindez közrejátszott abban, hogy az 56-os menekültek utóbb igen nagy számban csatlakoztak a magyar cserkészcsapatokhoz. 
Bodnár Gábor 1948–1961 között vezetőtisztként irányította a szövetség gyakorlati és szervezeti munkáját. 1961–1994 között ügyvezető elnökként, 1994-től haláláig pedig a szövetség főtitkáraként vezette a külföldi magyar cserkészetet. Személye megkerülhetetlen volt a magyar cserkészet életében, nevéhez fűződik a KMCSSZ legtöbb – ma is működő – intézményének és programjának létrehozása. 
Szövetségi vezetőtisztként a vezetőképzés legfőbb irányítója volt. Vezetőtársaival a közösen kidolgozott próbarendszer alapján nívós kiképzési anyagot fejlesztett ki, ügyelve, hogy az egységes, ugyanakkor minden kontinensen végrehajtható legyen. Elhivatott munkájuk révén az otthonról hozott háromszintű (őrsvezető, segédtiszt, cserkésztiszt) vezetőképző tábori rendszer egy többszintű, folyamatosan egymásra épülő vezetőképzéssé formálódott, és a mindenkori igényekre érzékenyen reagáló komplex rendszerré fejlődött. Bodnár Gábor felügyelete alatt még az 1940-es évek második felében szerveződtek meg az első vezetőképző táborok, és az azóta is folyamatosan gyűjtött tapasztalatok beépítésével mára cserkésztiszt, segédtiszt, kiscserkész segédtiszt, regös segédtiszt, őrsvezető, kiscserkész őrsvezető és őrsvezetőképző előkészítő (Dobó) táborokat tartanak minden világrészben. A klasszikus vezetőképzést az 1960-as évektől ún. szaktáborok – magyarságismereti, regös, Corvina (a magas kultúra fejlesztésére a népi kultúrával párhuzamosan), valamint Zrínyi nyelvművelő rovertáborok – egészítették ki, melyek mind az elmélyültebb magyarságismereten nyugvó vezetői felkészítést szolgálták. Bodnár Gábor szerint a vezetőképzés volt a cserkészmunka alapja, jó vezetők nélkül nem képzelhető el jó csapatmunka sem. Ebben maga is példát mutatott: a külföldi magyar cserkészet élén eltöltött ötven éve alatt fél kézzel megszámolható az a világszerte megtartott magyar vezetőképző tábor, amelyen ne vett volna részt. A Sík Sándor Cserkészparkban szervezett központi cserkésztisztképző tábornak élete végéig parancsnoka volt, így elmondható, hogy a szövetségben szerepet kapó és vállaló vezetők kivétel nélkül az ő keze alól kerültek ki. 
A KMCSSZ vezetőképző táboraival párhuzamosan, Bodnár Gábor irányításával fejlődött ki az a cserkész- és magyarságismereti irodalom, amely a magyar cserkészeszme két alappillérére: a Bibliára és a magyar hagyományra, ezen belül a népi kultúra értékeinek megőrzésére épül. Kezdettől fogva kiadója (és egy időben főszerkesztője) volt a szövetség két lapjának, a Magyar Cserkésznek és a Vezetők Lapjának, valamint a cserkészpróbák könyveinek. Még a DP táborokban adta ki az első próbakönyvet, A mi könyvünket (1950), amellyel elindult a tengerentúli cserkészmunka. A hatvanas években – egy új cserkészgeneráció felnövekedésével – szükségessé vált a próbarendszer felfrissítése, a négy kontinensen is eredményesen működő nevelőprogram áttekintése. Ennek kézzelfogható eredménye a Leánycserkészek könyve I. (1961), valamint a Cserkészkönyv I-III. kötetének (1969-1972) megjelenése lett. A külföldön élő magyar cserkészek nemzeti azonosságtudatának erősítését szolgálta A Magyarországi cserkészet története (1980), valamint a szövetség érettségi előkészítő tanfolyamai számára írt Néprajzi vázlatok (1983) című könyve, miként számtalan cikke, nyilatkozata is. 
A szövetségi központ és a csapatok kapcsolatait az 1960-as évektől rendszeres látogatásokkal erősítette. Nemcsak Észak-Amerikába és Európába utazott, hanem két-háromévente a távoli világrészeken működő csapatokat is felkereste. Rendszeresen tartott vezetőképző táborokat Dél-Amerikában és Ausztráliában, s ilyenkor mélyreható megbeszéléseket folytatott a kerületi és országos vezetők mellett a helyi csapatok vezetőivel is. Erőssége volt a személyes – baráti – kapcsolat fenntartása a cserkészvezetőkkel. Mindemellett bámulatos volt a névmemóriája: még a legfiatalabb cserkészek nevét is tudta, bárhol éljenek is, és legközelebbi útján, ha találkozott velük, a nevükön szólította őket. A kapcsolatok erősítését szolgálta a hatvanas években a szintén a kezdeményezésére beindított vezetői csereakció: egyrészt párhónapos tanulmányútra hívott vezetőket a központba, hogy a gyakorlatban is megismerhessék a szövetség működését, másrészt a különböző kerületek fiatal vezetői részt vettek más kerületek vezetőképzésén, hogy megismerkedjenek az ottani vezetőtársaikkal. A magyar nyelv és kultúra értékeinek megismertetésén túl ugyancsak a közösségi összetartozás erősítését szolgálta a cserkész iskolák és a nyári iskolatáborok szerteágazó rendszere is, melynek kiépítését és folyamatos működtetését úgyszintén fontos missziójának tartotta.
A kapcsolattartás nem kizárólag a cserkész gócpontok felé irányult. A sajtón, előadásokon, konferenciákon, nemzeti ünnepek megemlékezésein keresztül Bodnár Gábor és vezetőtársai rendszeres kapcsolatot tartottak az egyes országok magyar intézményeivel: az egyházakkal, az iskolákkal és a helyi egyesületekkel, ezen túlmenően a világcserkészet, valamint a magyaréhoz hasonló helyzetben lévő menekült cserkészszövetségek vezetőivel is. Az Amerikai Egyesült Államok Cserkészszövetségénél 1958-ban törvényesen bejegyeztette a (külföldi) Magyar Cserkészszövetséget, hogy az USA-ban működő csapatai jogszerű működését biztosítsa. 
Már az 1950-es évek közepétől világossá vált, hogy a cserkészfoglalkozások zökkenőmentes lebonyolításához alkalmas összejöveteli helyszínekre van szükség, legyenek azok ingatlanok vagy szabadtéri területek. Bodnár Gábor kiemelkedő szerepet vállalt a cserkészotthonok és parkok hálózatának létrehozásában. 1964-ben sikerült megszereznie egy 106 hektáros erdős területet a New York állambeli Fillmore városka közelében. Ez lett a Sík Sándor Cserkészpark, a szövetség máig legfontosabb bázisa (mondhatni kultikus helye), amely ettől kezdve nemcsak a vezetőképzés összes tagozatának, de nyári iskolatáboroknak, magyarságismereti, regös és csapattáboroknak is helyet biztosít. A Sík Sándor Cserkészpark egyben az ötévente megrendezett központi jubileumi táborok színhelye, amely alkalmat teremt a négy világrész külföldi magyar cserkészeinek találkozására, valamint a csapatok, körzetek és kontinensek kapcsolatának erősítésére. A jubileumi táborok kezdeményezője szintén Bodnár Gábor volt. Az első ilyen tábort 1956 nyarán – 180 cserkésszel – Kanadában rendezték meg, s ez a hagyomány azóta is töretlen: ötévenként a fillmore-i központi tábor mellett minden magyar cserkészkerületben megtartják. A hetvenes évekre már 1000 fölé emelkedett a központi jubileumi táboron részt vevők száma.

### A kárpát-medencei magyar cserkészet újjászervezése
Bodnár Gábor életének utolsó nagy alkotása a Kárpát-medence magyar cserkészmozgalmainak újjáélesztésében öltött testet. 1989-től haláláig hathatós munkát fejtett ki annak érdekében, hogy e mozgalmak újjászervezését elsődlegesen a vezetőképzés beindításával és a működés elemi feltételeinek megteremtésével elősegítse.
Amikor 1988-ban már enyhült a kommunista diktatúra nyomása, illetve felvillant a demokratikus átalakulás és a rendszerváltozás reménye, Bodnár Gábor – bő négy évtized után először – hazautazott, hogy a szervezők felkérésére előadást tartson a külföldi magyar cserkészetről a szegedi Móra Ferenc Múzeum magyar cserkészet történetéről rendezett nagyszabású kiállításához kapcsolódó konferencián. Tőle, tehát első kézből tudhatta meg a magyar közvélemény, hogy a kommunista diktatúra idején betiltott magyar cserkészetet nem sikerült teljesen fölszámolni, mivel annak működése az emigrációba szorult cserkészvezetők munkája révén 1945-től folyamatos maradt, miként azt is, hogy a külföldi Magyar Cserkészszövetség évtizedek óta a világban szétszórattatásban élő magyar fiatalok legfontosabb, kontinenseket átfogó nevelő és közösségszervező intézményeként működik. 
Ottléte alatt kapcsolatba lépett egyházi és nevelési intézmények vezetőivel, és 26 ifjúsági vezetőt meghívott az Egyesült Államokba az 1989-es fillmore-i központi cserkésztisztképző táborba, hogy megismerkedhessenek a külföldi magyar cserkészet működésével, próbarendszerével, intézményeivel. Ők voltak az első kiképzett fiatal cserkészvezetők, akik aztán maguk is részt vehettek a magyarországi cserkészet újjászervezésében. Ezt a képzést a következő években még öt európai KMCSSZ vezetőképző tábor megrendezése követte (Eibisberg, Gödöllő és a szlovákiai Palást), mind inkább a kisebbségi sorban élő magyar közösségek leendő cserkészvezetőinek képzésére összpontosítva. Ez idő alatt többezer kötetnyi cserkészirodalommal, másoló- és fax-gépekkel, továbbá egyéb felszereléssel látta el az induló magyar cserkészszövetségeket Erdélyben, a Felvidéken, Kárpátalján, Szerbiában és Horvátországban.
Amikor Magyarországon 1990-ben újjáalakult a Magyar Cserkészszövetség, Bodnár Gábor azonnal visszavitte az otthoniaknak a szövetség pecsétjét és az addig külföldön használt nevet. Őt idézve: „Tudtuk, hogy a Magyar Cserkészszövetség megalakult, mint cég bejegyeztette magát a bíróságon, abban a pillanatban én átutaztam, letettem a nevünket, a Cserkészszövetség nevet, az asztalra, hogy ez a tiétek, ezt csak ti használhatjátok, mi pedig felvettük a Külföldi Magyar Cserkészszövetség nevet."

## Munkássága
Bodnár Gábor fél évszázadon keresztül rendkívüli dinamizmussal vezette a külföldi Magyar Cserkészszövetséget és teljes odaadással folytatta a nagy elődök, a világmozgalmat megalapító Sir Robert Baden-Powell, gróf Teleki Pál főcserkész és Sík Sándor piarista atya és cserkészvezető szellemi és erkölcsi alapokat adó munkáját. Külföldön, az emigrációs lét adta nehézségek közepette, ugyanakkor az ebből fakadó lehetőségek maximális kihasználásával létrehozott egy erőteljes, egységes és megújulni mindenkor kész és képes intézményt, amelynek életképességét mi sem bizonyítja jobban, mint hogy ma is, 75 év után négy kontinensen virágzik a magyar cserkészet.
Bodnár Gábor különleges vezetői rátermettségét mutatja munkatársainak kiválasztása, hiszen döntő többségük évekig dolgozott mellette hozzá hasonló teljes odaadással a cserkészetért. Barátsággal, odafigyeléssel és jó adag humorral tartotta fenn bennük a lelkesedést. Karizmatikus személyiség volt. Óriási munkabírás, kifogyhatatlan energia, kivételes szervezőkészség, páratlan emlékezőtehetség és kifinomult céltudatosság jellemezte. Fél évszázadon át ő volt az a biztos pont, aki mindenkor és mindenki számára elérhető volt, aki segített, ha kellett, és aki utat mutatott a bizonytalankodóknak. Így és ezért lett valójában a szövetség motorja.
Elsősorban azonban igazi nevelő volt. Szerette a gyerekeket, a fiatalokat. Tudta, értette, mire van szükségük. Szigorú volt, de ugyanakkor emberséges. Megkövetelte a minőséget, és mindig a cserkészek érdekében döntött és cselekedett. Dr. Ádám János S.J. cserkészcsapattiszt (Ádám atya) írta vele kapcsolatban, hogy nélküle aligha létezne ma a Külföldi Magyar Cserkészszövetség, és sok ezer a magyar értékek megőrzése iránt elkötelezett fiatal és felnőtt is hiányozna, akik az emigráció feloldó közegében azért lettek jobbak, emberebbek és magyarabbak, mert volt cserkészet, és mert volt Bodnár Gábor.
A rendszerváltás utáni anyaország megbecsülésének kifejezéseként az egykori cserkész Göncz Árpád köztársasági elnök 1992. október 23-án személyesen adta át számára Washingtonban a Magyar Köztársasági Érdemrend középkeresztje kitüntetést.

## Hitvallása
1980-ban A magyarországi cserkészet története című könyvének utószavában, „A szerző önmagáról" többek között ezt írta: „A háború vihara végülis nyugatra sodort. 1945. április 1-én éjjel hagytam el az ország területét. Amíg alakulatom elvonult, a határsorompónál lovamat szembefordítottam a menettel és fogadalmat tettem, hogy amíg élek - ha most elhagyni is kényszerültem az országot - a magyarságot szolgálni fogom minden erőmmel. 35 esztendeje ennek. Azóta nem szűntem meg ezt a fogadalmamat teljesíteni." E sorok írását követően még 15 évet élt. Fogadalmát mindvégig megtartotta.

## Emlékezete

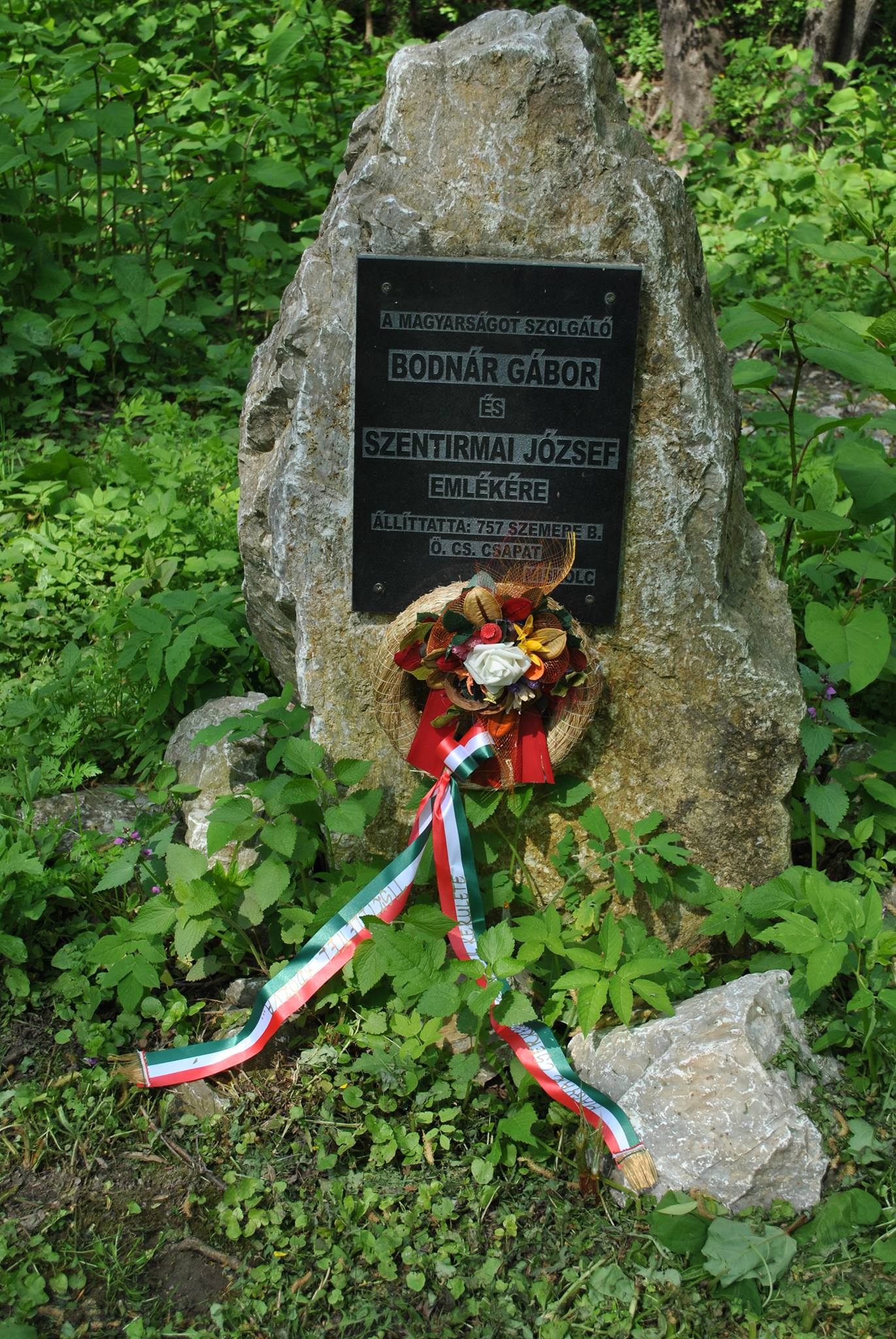
Bodnár Gábor emléktáblája a róla elnevezett miskolci cserkészparkban

Életművét a külföldi magyar cserkészek körében általános megbecsülés övezi, amit aligha fejezhet ki más jobban annál a gesztusnál, mint hogy halála óta a „Szövetségünk Édesapja" címmel emlékeznek rá. Ő a névadója a 2. számú bostoni cserkészcsapatnak, 1997-ben róla nevezték el az egyesült államokbeli lakóhelyén, Garfieldben működő két cserkészcsapat addig névtelen cserkészházát, 1998-ban pedig a szülővárosában, Miskolcon a 757. számú Szemere Bertalan öregcserkész-csapat cserkészparkja vette föl a nevét. A Kárpátalján 2011-es bejegyzése óta az ő nevét viseli az a jótékonysági alapítvány, melynek célja a kárpátaljai magyar cserkészmozgalom működésének és programjainak támogatása.

## Művei

### Könyvek, nyomtatott kiadványok
- Warum ungarische Pfadfinder? [Garfield, NJ], [Magyar Cserkészszövetség], 1968
- A külföldi magyar oktatás 1974-ben. A cserkészet a magyar iskolákért, Garfield, NJ, Magyar Cserkészszövetség, 1974
- A magyarországi cserkészet története, Garfield, NJ, Magyar Cserkészszövetség, 1980.[10]
- 70 Jahre des Ungarischen Pfadfinder-bundes, Cleveland, Oh, Magyar Cserkészszövetség, 1981
- Néprajzi vázlatok a Magyar Cserkészszövetség érettségi előkészítő tanfolyama számára, Garfield, NJ, Magyar Cserkészszövetség, 1983
- Scouting in Hungary, Cleveland, Oh, Hungarian Scout Association, 1986
- A magyar cserkészet külföldön. Vázlat. Elhangzott Szegeden, a Móra Ferenc Múzeum szimpóziumán, Garfield, NJ, Magyar Cserkészszövetség, 1988
- A külföldi magyar cserkészet. In Zombori István (Szerk.): Magyar cserkészet - Világcserkészet. A Csongrád Megyei Múzeumok Igazgatósága által 1988. november 10-én rendezett tudományos konferencia anyaga, Szeged, Csongrád Megyei Múzeumok Igazgatósága, 1989.[11]
- A külföldi magyar cserkészet története (1945-től napjainkig). Kézirat, 1993

### Szerkesztett, társszerkesztett kiadványok
- A Mi Könyvünk, [Pfarrkirchen], Magyar Cserkészszövetség, [1950]
- Magyar Cserkész – cserkészfolyóirat, szerkesztő, 1951-1955
- Vezetők Lapja – cserkészfolyóirat, szerkesztő, 1951-1962
- A Magyar Cserkészszövetség évi jelentése, 1953-1993, Garfield, NJ, Magyar Cserkészszövetség, 1954-1994[12]
- Jubilee Jamboree, [New York], [Hungarian Boy Scout Association], 1958
- Leánycserkészek könyve I., Garfield, NJ, Magyar Cserkészszövetség, 1961
- A magyar cserkészet története, Garfield, NJ, Magyar Cserkészszövetség, 1962, Őrsvezetők könyvtára
- Őrsvezetők tanácsadója, Garfield, NJ, Magyar Cserkészszövetség, 1969
- Cserkészkönyv I-III., Garfield, NJ, Magyar Cserkészszövetség, 1969-1972.[13]
- Vázlatgyűjtemény a Kárpát-medence cserkésztiszképzéséhez, Külföldi Magyar Cserkészszövetség, 1994

### Cikkek, előadások, interjúk
- A cserkészet a magyar gyermekért és könyvért. Hozzászólás az Új Hungária anketjához. Új Hungária, 1953. szeptember 18.
- Tíz év emigráns cserkészete, Új Magyar Út, 1955. március
- A magyar cserkészet külügyi szolgálata, Vezetők Lapja, 1962. 14. sz.
- Seregszemle húsz év után. Szétszórt árvalányhaj. A magyar cserkészet 20 éves krónikája 1946-1966. Garfield, 1966.
- Külföldi ifjúságunk, Nemzetőr, 1959. augusztus-szeptember
- A magyar nyelv és a cserkészet, Nemzetőr, 1972. február
- Gábor Áron: Válság és siker a cserkészetben, Nemzetőr, 1977. április és július-augusztus.
- A magyar emigrációk múltjából kialakuló jövő. In Csapó Endre (Szerk.): Az ötödik Ausztráliai Magyar Találkozó emlékkönyve, Sydney, 1982.
- A Gödöllői Jamboree törvényeink tükrében, Életünk, 1983. július-augusztus
- Reményeink - feladataink a 75. mérföldkő után, Vezetők Lapja, 1985. 64. sz.
- Gondolatok egy ifjúsági konferenciához, Magyar Élet, 1986. május 8.
- Krizsán Árpád: Aki cserkészvezető, az nem egészen normális, Motolla, 1988, 4. sz.
- Lampl Zsuzsanna: Tegyétek szebbé a világot, Új Szó, 1990. március 9.
- [Kurcz Béla]: Hazaút a „hazátlan” cserkészségnek. Magyar Nemzet, 1991. augusztus 13.
- H. Kubik Katalin: Magyar cserkészet a világban, Cserkész, 1994. február

### Általa írt nekrológok
- V. kisbarnaki Farkas Ferenc 1892-1980, Vezetők Lapja, 1980. 53. sz.
- Kővári Lajos 1922-1981, Vezetők Lapja, 1981. 56. sz.
- Dr. Vareska György 1919-1988, Vezetők Lapja, 1988. 69. sz.
- Jámbor Lajos 1919-1990, Vezetők Lapja, 1990. 73. sz.
- Dr. Gerencsér István 1913-1993, Vezetők Lapja, 1993. 79. sz.
- Dr. Némethy György 1934-1994, Vezetők Lapja, 1994. 80. sz.